# Indiano (galinha)

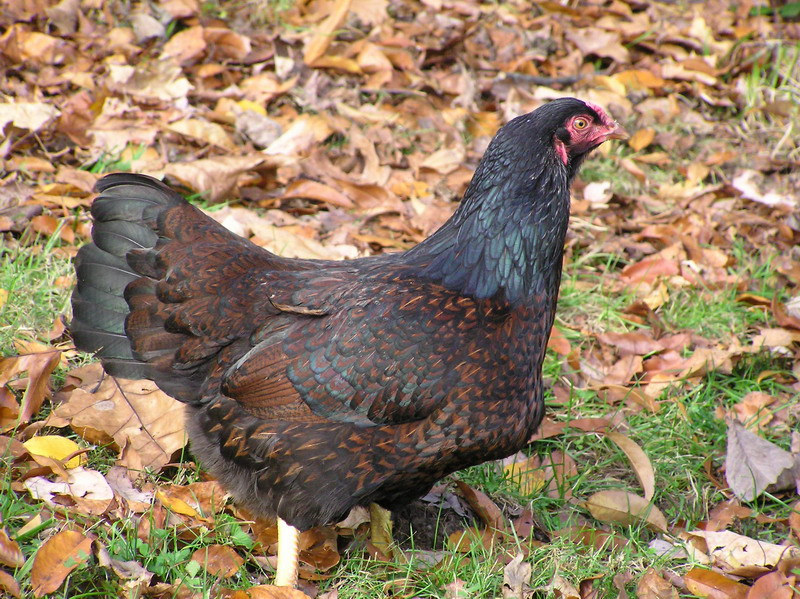
Galinha Cornish

O combatente ou brigador indiano, também conhecido como Cornish, é uma raça de galináceo nativa de Cornualha, na Inglaterra, Reino Unido. As galinhas Cornish, bem como os cruzamentos de Cornishes, são a raça mais utilizada na indústria de carne de frango.  São aves pesadas, musculosas que põem ovos castanhos e requerem pouca alimentação se lhes for permitido viver ao ar livre. Apresentam variedades de cores preta, branca laceada vermelho e amarela.

## Ligações Externas
- PoultryHub Fancy Chicken Breeds - Indian Game/Cornish